# Guenviller
Guenviller é uma comuna francesa na região administrativa de Grande Leste, no departamento de Mosela. Estende-se por uma área de 4,74 km². Em 2010 a comuna tinha 672 habitantes (densidade: 141,8 hab./km²).